# Kontinentální buldok
Kontinentální buldok (anglicky: Continental bulldog) je molossoidní psí plemeno původem ze Švýcarska. Plemeno bylo oficiálně uznáno FCI v roce 2022. Plemeno se chová i v Česku a zbytku střední Evropy.

## Historie
Historie kontinentálního buldoka není příliš dlouhá, jedná se o poměrně nové švýcarské psí plemeno, vzniklé na začátku 21. století. S jeho šlechtěním začala Imelda Angehrnová, dlouholetá chovatelka anglických buldoků. Ta chtěla selektivním křížením anglických buldoků získat nový typ buldoka, který by se povahou podobal tomu anglickému, ale byl by zdravější a fyzicky zdatnější. Podnětem jí ale byla i evropská úmluva o chovu a držení domácích zvířat, která, stejně jako švýcarský zákon na ochranu zvířat, zakazuje „vytvoření a držení zvířat s určitými znaky, zejména abnormalitami v tělesné stavbě a v chování...“, čímž se angličtí buldoci stali ve Švýcarsku téměř ohroženým plemenem. Záhy se však ukázalo, že angličtí buldoci mají své zdravotní problémy hluboko zakódované a úplně je odstranit je téměř nemožné. I proto se rozhodla anglické buldoky křížit se staroanglickými a viktoriánskými buldoky.
V roce 2004 měla Angehrnová předvést švýcarské kynologické federaci svůj postup v křížení a tato organizace shledala, že nové plemeno má dobrý exteriér i povahové vlastnosti, právě toho roku byl založen vůbec první chovatelský klub kontinentálního buldoka.
14. ledna 2011 bylo plemeno provizorně uznáno FCI. V Evropě se tito psi pomalu rozšiřují a stávají se oblíbenými, většinou právě pro svoje zdraví a povahové vlastnosti. Několik chovatelských stanic působí i v Česku.

## Vzhled
Kontinentální buldok je krátkosrsté, atleticky stavěné a středně velké psí plemeno typu buldok. Na rozdíl od svého předka, anglického buldoka, jsou tito psi aktivní a mají výdrž. Rozdíly mezi pohlavími by měly být patrné především na mohutnosti hlavy, výšce a hmotnosti, ta se pohybuje od 20 do 35 kg. Krycí srst krátká, hustá, lesklá a na dotek hladká. Podsada krátká a hustá, přípustná je ale i úplně chybějící podsada. Barvy mohou být všechny až na modrou, avšak nejpočetnější jsou žíhaní, tmavě hnědí a plaví jedinci. Ocas je hustě osrstěný, ale bez praporu.
Hlava je poměrně velká a mohutná, při pohledu zepředu téměř kvadratická. Čelní partie mozkovny jsou ploché až mírně klenuté. Stop vyjádřený. Uši vysoko nasazené, malé, tenké. V klidu jsou polovztyčené. Oči kulaté, daleko od sebe, při pohledu zepředu není vidět bělmo a duhovka je tmavě hnědá. Nosní houba je vždy černá, nozdry dobře otevřené. Předkus povolený pouze do 5 mm, tolerance je až do 10 mm. Krk je silný a krátký s dobře klenutou šíjí a harmonicky zasazený do hřbetu. Hřbet je přiměřeně dlouhý, široký, s klenutými žebry. Břicho mírně vtažené. Ocas nasazený co nejníže, od kořene ke špičce se zužuje. V klidu jej pes nese v rovině hřbetní linie. Nohy jsou poměrně dlouhé, dobře osvalené a se silnými kostmi. Zakončené kulatými, ale mírně protáhlými tlapkami s přednostně černými drápy, vyskytují se ale i bílé.

## Povaha
Kontinentální buldok je přátelský, hravý a "vždy klidný". Je aktivnější a obecně činorodější než jeho anglický protějšek. Nemá sklony k bázlivosti ani k agresivitě. Kontinentální buldoci nemají vyvinutý lovecký ani ochranářský pud, za svoji rodinu se v případě ohrožení sice postaví, ale vůči majetku žádné ochranářské pudy nemají, nejsou to tedy příliš dobří hlídači. Naopak jsou vůči cizím přátelští a milí. K dětem se chovají přátelsky a vydrží leckteré jejich hrátky. Je sebejistý a dobrodružný. Nebyl nikdy šlechtěn ke psím zápasům a k ostatním psům se chová mile, někteří jedinci dokonce společnost jiných psů sami vyhledávají.